# Mistrzostwa Świata w Hokeju na Lodzie 2015
Mistrzostwa Świata w Hokeju na Lodzie 2015 – 79. edycja mistrzostw świata organizowane przez IIHF, która odbyła się po raz drugi w Czechach. Turniej Elity odbył się w dniach 1-17 maja, a miastami goszczącymi najlepsze drużyny świata były Praga i Ostrawa.
Czas i miejsce rozgrywania pozostałych turniejów:
- Dywizja I Grupa A: 19-25 kwietnia, Kraków (Polska)
- Dywizja I Grupa B: 13-19 kwietnia, Eindhoven (Holandia)
- Dywizja II Grupa A: 13-19 kwietnia, Reykjavík (Islandia)
- Dywizja II Grupa B: 13-19 kwietnia, Kapsztad (Republika Południowej Afryki)
- Dywizja III: 3-12 kwietnia, Izmir (Turcja)

## Elita
| Msc. | Reprezentacja     |
| ---- | ----------------- |
|      | Kanada            |
|      | Rosja             |
|      | Stany Zjednoczone |
| 4    | Czechy            |
| 5    | Finlandia         |
| 6    | Szwecja           |
| 7    | Białoruś          |
| 8    | Szwajcaria        |
| 9    | Słowacja          |
| 10   | Niemcy            |
| 11   | Norwegia          |
| 12   | Francja           |
| 13   | Łotwa             |
| 14   | Dania             |
| 15   | Austria           |
| 16   | Słowenia          |

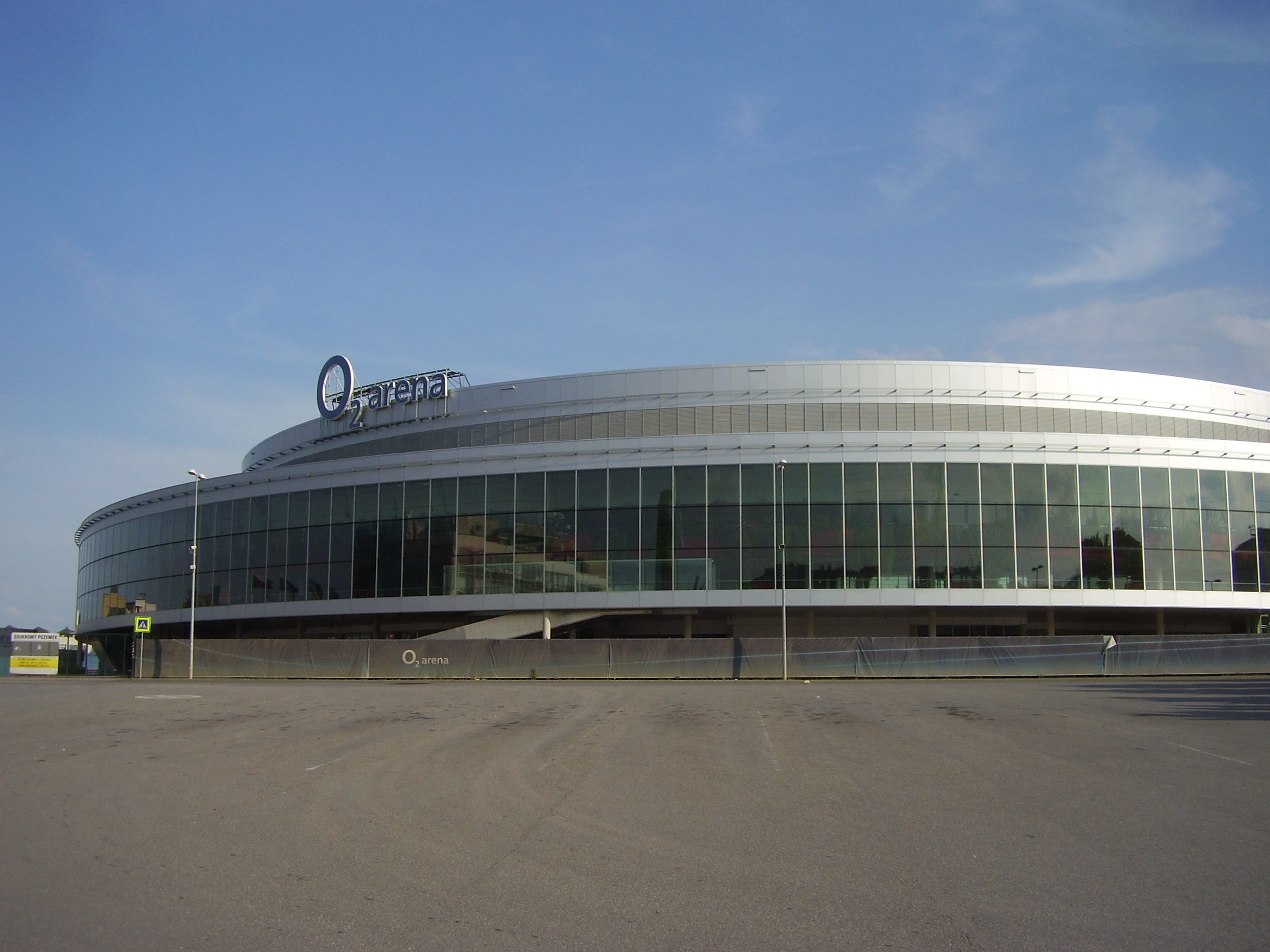
O2 Arena

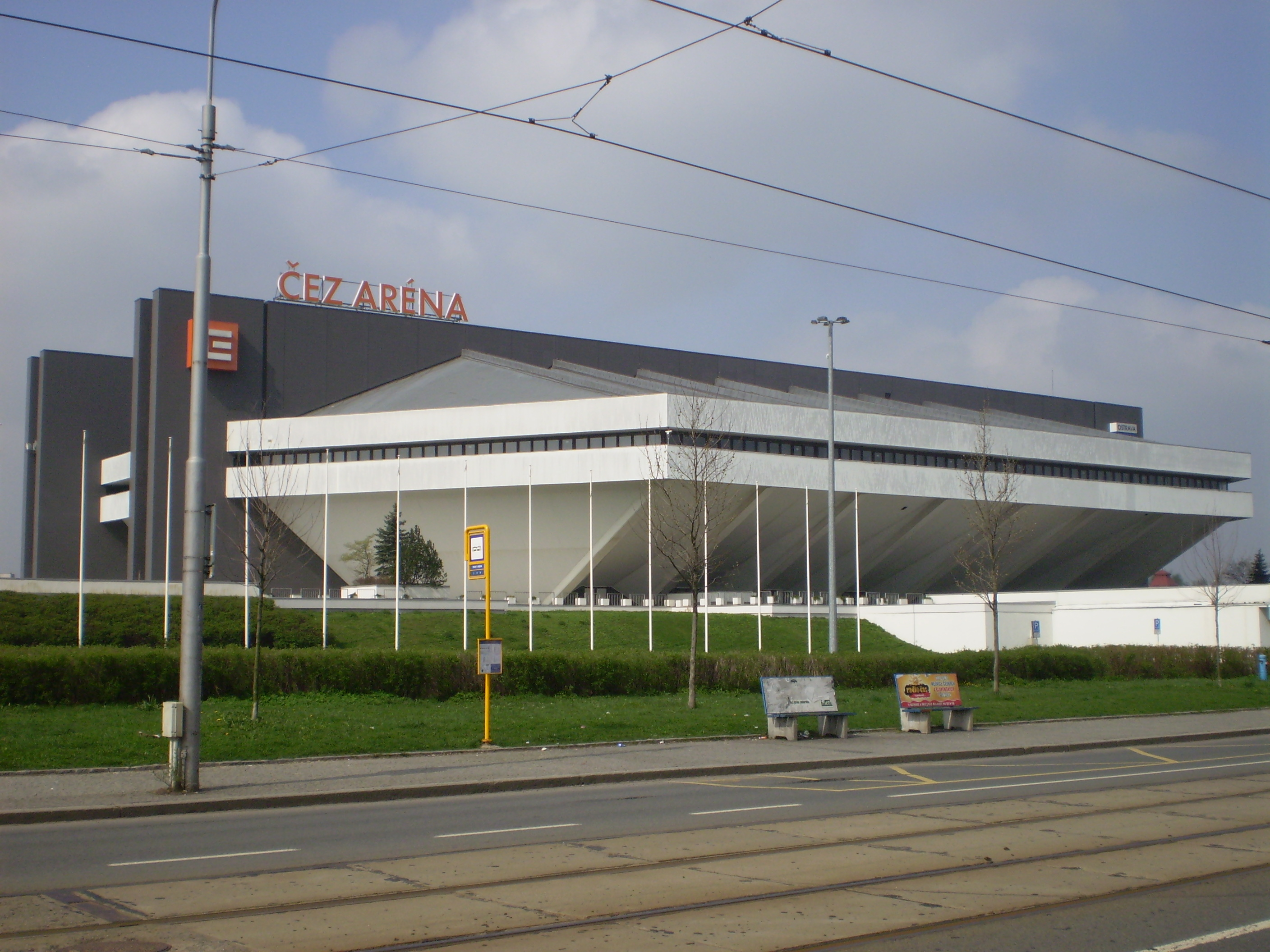
ČEZ Aréna

W tej części mistrzostw uczestniczyło 16 najlepszych reprezentacji na świecie. System rozgrywania meczów był inny niż w niższych dywizjach. Najpierw wszystkie drużyny uczestniczyły w fazie grupowej, w której były podzielone w dwóch 8-zespołowych grupach. Cztery czołowe drużyny z każdej grupy automatycznie zakwalifikowały się do fazy pucharowej ukierunkowanej na wyłonienie mistrza świata. Ostatnie zespoły z obu grup zostały zdegradowane do Dywizji I. Mecze zostały rozegrane w Pradze (po raz dziesiąty w historii) i Ostrawie (po raz drugi). W obu miastach odbyły się MŚ 2004.

## Pierwsza dywizja
Grupa A
| Lp. | Drużyna    |
| --- | ---------- |
| 1   | Kazachstan |
| 2   | Węgry      |
| 3   | Polska     |
| 4   | Japonia    |
| 5   | Włochy     |
| 6   | Ukraina    |

Grupa B
| Lp. | Drużyna          |
| --- | ---------------- |
| 1   | Korea Południowa |
| 2   | Wielka Brytania  |
| 3   | Litwa            |
| 4   | Chorwacja        |
| 5   | Estonia          |
| 6   | Holandia         |

Grupa A Dywizji I jest drugą klasą mistrzowską, z której dwie pierwsze drużyny uzyskują awans do Elity, a ostatni zespół jest degradowany do Grupy B Dywizji I. Grupa B Dywizji I stanowi trzecią klasę mistrzowską. Jej zwycięzca awansuje do Dywizji I Grupy A, zaś ostatnia drużyny spada do Dywizji II Grupy A.
Turnieje I Dywizji zostaną rozegrane:

Grupa A – Kraków (Polska) – Kraków Arena

Grupa B – Eindhoven (Holandia) – IJssportcentrum Eindhoven
Mecze Dywizji IA zostaną rozegrane w dniach 19-25 kwietnia 2015. Początkowo miał się odbyć na Ukrainie, w Doniecku, ale ze względu na trudne warunki polityczne postanowiono przenieść rozgrywki do Krakowa. Mecze Dywizji IB zostaną rozegrane w Eindhoven między 13 a 19 kwietnia 2015.

## Druga dywizja
Grupa A
| Lp. | Drużyna   |
| --- | --------- |
| 1   | Rumunia   |
| 2   | Belgia    |
| 3   | Serbia    |
| 4   | Hiszpania |
| 5   | Islandia  |
| 6   | Australia |

Grupa B
| Lp. | Drużyna           |
| --- | ----------------- |
| 1   | Chiny             |
| 2   | Nowa Zelandia     |
| 3   | Meksyk            |
| 4   | Bułgaria          |
| 5   | Izrael            |
| 6   | Południowa Afryka |

Grupa A Dywizji II jest czwartą klasą mistrzowską, z której pierwsza drużyna uzyskują awans do Dywizji I Grupy B, a ostatni zespół jest degradowany do Grupy B Dywizji II. Grupa B Dywizji II stanowi piątą klasę mistrzowską. Jej zwycięzca awansuje do Dywizji II Grupy A, zaś ostatnia drużyny spada do Dywizji III.
Turnieje II Dywizji zostaną rozegrane:

Grupa A – Reykjavík (Islandia) – Laugardalur Arena
 
Grupa B – Kapsztad (RPA) – Grandwest Ice Arena
Mecze Dywizji IIA zostaną rozegrane w Reykjavíku w dniach 13-19 kwietnia 2015, zaś mecze Dywizji IIB zostaną rozegrane w Kapsztadzie między 13 a 19 kwietnia 2015.

## Trzecia dywizja
| Lp. | Drużyna                      |
| --- | ---------------------------- |
| 1   | Korea Północna               |
| 2   | Turcja                       |
| 3   | Luksemburg                   |
| 4   | Hongkong                     |
| 5   | Gruzja                       |
| 6   | Zjednoczone Emiraty Arabskie |
| 7   | Bośnia i Hercegowina         |

Dywizja III jest szóstą klasą mistrzowską, z której pierwsza drużyna uzyskują awans do Dywizji II Grupy B, pozostałe drużyny pozostają na tym poziomie rozgrywek.
Mecze Dywizji III zostaną rozegrane w hali Bornova Ice Sports Hall w Izmirze (Turcja) w dniach 3-12 kwietnia 2015. Jest to piąty turniej organizowany w Turcji. Po raz pierwszy od 2008 roku w mistrzostwach uczestniczyła reprezentacja Bośni i Hercegowiny.